# Tito Flavio Sabino (cónsul 47)
Tito Flavio Sabino (en latín: Titus Flavius Sabinus; 8-69) fue un senador romano que vivió en el siglo I, y desarrolló su cursus honorum bajo los reinados de Tiberio, Caligula, Claudio, y Nerón. Fue cónsul sufecto en el año 47 junto con Gneo Hosidio Geta. Era el hijo mayor de Tito Flavio Sabino y el hermano mayor del primer emperador del Imperio romano perteneciente a la Dinastía Flavia, Tito Flavio Vespasiano.

## Carrera política
Sabino sirvió junto a su hermano pequeño durante la invasión romana de Britania, en 43, durante el reinado del emperador Claudio. Fue designado cónsul sufecto en el año 47, gobernador de Mesia entre los años 50 y 56, y prefecto de la ciudad de Roma de 56 a 69. Lucio Pedanio Secundo sirvió también como prefecto de la ciudad en algún momento durante el año 61, sin embargo los estudios han concluido que Sabino desempeñó la prefectura en dos ocasiones: la primera entre los años 56 y 60 y la segunda entre 62 y 69. La razón de esta deposición temporal se desconoce. 
Sabino fue uno de los más fieles partidarios de su hermano: cuando Vespasiano se encontraba en apuros económicos durante su gobierno en la provincia de África, Sabino le cedió dinero suficiente para continuar, y cuando Vespasiano era gobernador de Judea, Sabino se convirtió en una fuente vital de los acontecimientos en Roma. Sin embargo, en 69, durante el Año de los cuatro emperadores, cuando el aliado de Vespasiano, Cayo Licinio Muciano avanzaba sobre la capital, Sabino fue sitiado en la Colina Capitolina por los partidarios de Vitelio y fue asesinado antes de que las tropas de su hermano derrotaran a Vitelio y Vespasiano realmente asumiera el imperio. 

## Descendencia
Gavin Townend ha identificado dos hijos de Sabino: Tito Flavio Sabino y Cneo Aruleno Celio Sabino, ambos cónsules sufectos en el año 69, tesis que ha llegado a ser aceptada por otros estudiosos.